# Emlyon Business School
Emlyon Business School es una escuela de negocios internacional y una de las principales Grandes Escuelas en Francia. Es una de las más antiguas escuelas de negocios en el mundo, establecida en 1872. Posee campus propios en París, Lyon, Saint-Étienne, Casablanca, Shanghái, Bhubaneswar, y Bombay.
Es considerada una de las mejores escuelas de negocios en Europa y Francia. Sus programas cuentan con la triple acreditación internacional de EQUIS, AACSB y AMBA.
La escuela, con una red de 30,000 antiguos alumnos en 120 países y un claustro de profesores internacional y plurilingüe, recibe anualmente a alrededor de 7,260 estudiantes procedentes de 90 nacionalidades.

## Rankings
En 2022, su principal programa, el Master in Management, fue clasificado como el número 9 del mundo según el Financial Times. Se encuentra 89.º del mundo para su MBA y ha sido clasificada como la 19º mejor escuela de negocios de Europa.
En 2021, Times Higher Education ubicó a emlyon en el top 50 de los mejores centros de enseñanza superior del mundo en empleabilidad de sus estudiantes, junto con CentraleSupélec, HEC Paris y Ecole Polytechnique.

## Campus Internacionales
Desde 2007 emlyon cuenta con presencia en Shanghái en colaboración con la Universidad Normal del Este de China, inaugurando un nuevo campus en 2016.
A finales de 2018 se inauguró un campus en la ciudad marroquí de Casablanca.
En 2018 se firma un convenio con la Universidad Xavier de la India para la creación de un campus en conjunto en la ciudad de Bhubaneswar.

## Alumnos notables
La escuela cuenta con numerosos alumnos notables en el campo de los negocios y la política, incluyendo varios CEOs.
- Stéphane Bern, periodista, presentador de radio y televisión y escritor
- Vincent Jay, deportista francés que compitió en biatlón
- Bernard Fornas, antiguo presidente y CEO de Cartier International
- Jacques Teyssier, activista franco-alemán de los derechos LGBT
- Hassan Abouyoub, político marroquí
- Frank Adisson, deportista francés
- Jean-Pascal Tricoire, ex CEO de Schneider Electric
- César Giron, CEO de Pernod
- Khek Sysoda, diplomático Camboyano
- Marion Maréchal, política francesa